# Дулитл, Хильда
Хильда Дулитл, или Хи́лда Ду́литтл (англ. Hilda Doolittle; 10 сентября 1886, Бетлехем, Пенсильвания — 27 сентября 1961, Цюрих, Швейцария) — американская поэтесса, основательница имажизма, известная под псевдонимом Х. Д. (англ. H.D.).

## Биография
Хильда Дулитл родилась 10 сентября 1886 года в Бетлехеме, штат Пенсильвания. Её отец был профессором астрономии, а мать происходила из семьи, принадлежащей к религиозной секте «Моравских братьев», основанной в XVIII веке, чьи ритуалы оказали огромное влияние на воображение юной Хильды.
Образование она получила в частных школах. В колледже Брин-Мар она проучилась всего полтора года, затем оставила учёбу. Следующие пять лет она провела дома, читая греческую и латинскую литературу и занимаясь поэзией. Все это время она много общалась со своим соседом Эзрой Паундом, который вдохновлял её на поэтические поиски. В 1908 году Паунд уехал в Лондон. В 1911 году Дулитл последовала за ним. Вскоре у них состоялась помолвка, однако в 1913 году она вышла замуж не за него, а за поэта Ричарда Олдингтона, с которым познакомилась в 1911 году.
Вместе с Олдингтоном они стали одними из основоположников нового направления в поэзии. Цель имажизма, как они и их коллеги-имажисты Томас Эрнест Хьюм, Фрэнсис Флинт и Эзра Паунд обозначили в своем «Имажистском кредо», состояла в том, чтобы «производить поэзию — тяжёлую и чистую, которая была бы ни неясной, ни неопределённой… Концентрация — это самая суть поэзии».
Её ребёнок от Олдингтона был мертворожденным. Вскоре умер её любимый старший брат, затем не выдержавший горя отец. В начале 1918 года у Дулитл был краткосрочный роман с музыкальным критиком Сесилом Греем, от которого в следующем году, уже после их разрыва, она родила дочь Франсес Пердиту (Сесил дочь не признал) — мать писателя Николаса Шэффнера. В своем автобиографическом романе «Вели мне жить» Дулитл изобразила Грэя как Вэйна.
В эти годы она знакомится с Брайхер (Энни Уинфред Эллерман). «Так сумасшедше, — писала Х. Д. о первой встрече с Брайхер, — что ужасно. Ни один мужчина никогда за мной так не ухаживал». Брайхер хотела заботиться о поэтессе и её новорождённой дочери Пердите, и Дулитл ей это позволила. Они вместе совершили путешествие в Грецию в 1920 году, в Египет в 1923 году, пока более или менее основательно не поселились в Швейцарии. Выход в свет книги «Избранные стихотворения» (1925) упрочил репутацию Дулитл как одного из самых значительных поэтов современности. В эту книгу вошли несколько стихотворений, основанных на фрагментах из Сапфо. В течение следующих пятнадцати лет Дулитл опубликовала, кроме поэзии, ещё и рассказы, включая «Palimpsest» (1926), «Hedylus» (1928), драму в стихах «Hippolytos Temporizes» (1927) и ряд высокохудожественных переводов, включая «Ион» Еврипида (1937).
В 1933 году у Дулитл началась тяжёлая депрессия. Она решила пройти курс психоанализа у Зигмунда Фрейда. Особенное впечатление на неё произвела его способность толковать сны. В общении они были очень откровенны друг с другом. Так, Фрейд сказал ей, что она истинная бисексуалка. В 1937 Дулитл развелась с Олдингтоном.
Во время Второй мировой войны Дулитл жила в Лондоне и выпустила три книги стихов: «Стены не падают» (1944), «Благодарность ангелам» (1945), «Цветение жезла» (1946). После войны она вернулась в Швейцарию к Брайхер. В 1960 году она первая среди женщин была награждена медалью Мерит в номинации «поэзия», присуждаемой американской Академией искусств. В 1961 году вышел её поэтический цикл «Елена в Египте», ответ на «Cantos» Эзры Паунда. Эта её книга стала последней. Дулитл умерла 27 сентября 1961 года в Цюрихе в возрасте 75 лет.

### Поэзия
- Морской сад / Sea Garden (1916)
- Hippolytos Temporizes (1927) (пьеса в стихах)
- Стены не падают / The Walls do not Fall (1944)
- Благодарность ангелам / Tribute to the Angels (1945)
- Цветение жезла / The Flowering of the Rod (1946)
- Елена в Египте / Helen in Egypt (1961)

### Поэзия в русском переводе
- Антология имажизма/сост. А. Кудрявицкий. М.: изд-во «Прогресс», 2001 (стихи Хильды Дулитл в пер. И.Кашкина, В.Рогова, А.Шараповой, С.Фетисовой, А.Плисецкой)

### Автобиографии
- The Gift (1941)
- Tribute to Freud (1944)
- End to Torment (1958)

### Романы
- Palimpsest (1926)
- Hedylus (1928)
- Вели мне жить / Bid Me to Live (1960, рус. перевод 2005)